# 霍姆斯特德基地 (佛羅里達州)
霍姆斯特德基地（英語：Homestead Base）是位於美國佛羅里達州邁阿密-戴德縣的一個人口普查指定地區。

## 地理
霍姆斯特德基地的座標為25°29′24″N 80°23′34″W / 25.49000°N 80.39278°W，而該地最高點為海拔高度1米（即3英尺）。

## 人口
根據2010年美國人口普查的數據，霍姆斯特德基地的面積為11.30平方千米，當中陸地面積為11.30平方千米，而水域面積為0.00平方千米。當地共有人口446人，而人口密度為每平方千米39人。